# Torneo Regional del Noroeste
El Torneo Regional del Noroeste, Torneo Regional del NOA, Torneo del Norte, o simplemente Regional del NOA, es una competición regional de rugby de la Argentina. Originalmente, participaban sólo los clubes de la Unión de Rugby de Tucumán. Hoy, sin embargo, la competencia también incluye clubes de las uniones de Jujuy, Salta y Santiago del Estero. Este torneo anual ha sido tradicionalmente dominada por los clubes de Tucumán. El máximo ganador del torneo es Universitario con 7 títulos.

## Historia
El torneo regional de rugby se jugó por primera vez en Tucumán en 1915, pero el primer equipo oficial de rugby en la provincia Natación y Gimnasia recién se formó en 1936. En 1942 se funda Tucumán Rugby y al año siguiente se funda Universitario Rugby Club  y finalmente Cardenales Rugby Club en 1944.Esos cuatro equipos fundaron la 'Unión de Rugby del Norte' el 29 de febrero de 1944.
Aunque la URN se basó en la provincia de Tucumán, también se afiliaron los clubes de las provincias de Salta, Jujuy y Santiago del Estero. Más tarde, estas provincias se escindieron para formar sus propias uniones: Unión de Rugby de Salta en 1951, Unión Jujeña de Rugby en 1966 y Unión Santiagueña de Rugby en 1968.El formato Regional se juega desde el año 1999, siendo los primeros campeones Huirapuca y justamente, el invitado Gimnasia y Tiro de Salta, quienes compartieron el título. Actualmente participan del Regional del Noroeste, que organiza la URT, los 19 clubes tucumanos junto con seis equipos de Salta y tres de Santiago del Estero, divididos en Zona Campeonato (16 equipos) y Zona Ascenso (12 equipos).

## Lista de campeones
| \| Temporada \| Campeón/es \| \| --------- \| --------------------------------------- \| \| 1999 \| Huirapuca - Gimnasia y Tiro (Salta) \| \| 2000 \| Tucumán Rugby \| \| 2001 \| Huirapuca \| \| 2002 \| Universitario (T) - Cardenales \| \| 2003 \| Huirapuca \| \| 2004 \| Los Tarcos \| \| 2005 \| Universitario (T) \| \| 2006 \| Tucumán Rugby \| \| 2007 \| Universitario (T) \| \| 2008 \| Tucumán Lawn Tennis \| \| 2009 \| Tucumán Lawn Tennis - Universitario (T) \| \| 2010 \| Universitario (T) \| \| 2011 \| Tucumán Lawn Tennis \| \| 2012 \| Tucumán Lawn Tennis[1] \| \| 2013 \| Huirapuca - Cardenales[2] \| \| 2014 \| Tucumán Lawn Tennis \| \| 2015 \| Tucumán Rugby \| \| 2016 \| Universitario (T) - Los Tarcos R.C. \| \| 2017 \| Natación y Gimnasia \| \| 2018 \| Los Tarcos \| \| 2019 \| Universitario (T) \| \| 2020 \| No se disputó \| \| 2021 \| No se disputó \| \| 2022 \| Huirapuca \| \| 2023 \| Old Lions Rugby Club \| \| 2024 \| Lawn Tennis \| \| 2025 \| En disputa \| |                                         |
| Temporada | Campeón/es                              |
| 1999 | Huirapuca - Gimnasia y Tiro (Salta)     |
| 2000 | Tucumán Rugby                           |
| 2001 | Huirapuca                               |
| 2002 | Universitario (T) - Cardenales          |
| 2003 | Huirapuca                               |
| 2004 | Los Tarcos                              |
| 2005 | Universitario (T)                       |
| 2006 | Tucumán Rugby                           |
| 2007 | Universitario (T)                       |
| 2008 | Tucumán Lawn Tennis                     |
| 2009 | Tucumán Lawn Tennis - Universitario (T) |
| 2010 | Universitario (T)                       |
| 2011 | Tucumán Lawn Tennis                     |
| 2012 | Tucumán Lawn Tennis                     |
| 2013 | Huirapuca - Cardenales                  |
| 2014 | Tucumán Lawn Tennis                     |
| 2015 | Tucumán Rugby                           |
| 2016 | Universitario (T) - Los Tarcos R.C.     |
| 2017 | Natación y Gimnasia                     |
| 2018 | Los Tarcos                              |
| 2019 | Universitario (T)                       |
| 2020 | No se disputó                           |
| 2021 | No se disputó                           |
| 2022 | Huirapuca                               |
| 2023 | Old Lions Rugby Club                    |
| 2024 | Lawn Tennis                             |
| 2025 | En disputa                              |

## Palmarés
Solamente Regionales del NOA
| Equipo                  | Títulos | Temporadas ganadas                        |
| ----------------------- | ------- | ----------------------------------------- |
| Universitario (T)       | 7       | 2002, 2005, 2007, 2009, 2010, 2016, 2019. |
| Tucumán Lawn Tennis     | 6       | 2008, 2009, 2011, 2012, 2014, 2024.       |
| Huirapuca               | 5       | 1999, 2001, 2003, 2013, 2022.             |
| Tucumán Rugby           | 3       | 2000, 2006, 2015.                         |
| Los Tarcos              | 3       | 2004, 2016, 2018.                         |
| Cardenales              | 2       | 2002, 2013.                               |
| Gimnasia y Tiro (Salta) | 1       | 1999.                                     |
| Natación y Gimnasia     | 1       | 2017.                                     |
| Old Lions Rugby Club    | 1       | 2023.                                     |

## Estadísticas

### Más temporadas en primera división del regional del NOA (desde el 1999 en adelante)
| Número de Temporadas | Equipo                  | Ciudad                | Unión                      |
| -------------------- | ----------------------- | --------------------- | -------------------------- |
| 25                   | Universitario (T)       | San Miguel de Tucumán | Unión de Rugby de Tucumán  |
| 25                   | Huirapuca               | Concepción            | Unión de Rugby de Tucumán  |
| 25                   | Tarcos                  | San Miguel de Tucumán | Unión de Rugby de Tucumán  |
| 25                   | Lawn Tennis             | San Miguel de Tucumán | Unión de Rugby de Tucumán  |
| 25                   | Tucumán Rugby           | Yerba Buena           | Unión de Rugby de Tucumán  |
| 24                   | Cardenales              | San Miguel de Tucumán | Unión de Rugby de Tucumán  |
| 22                   | Lince                   | San Miguel de Tucumán | Unión de Rugby de Tucumán  |
| 22                   | Universitario (S)       | Salta                 | Unión de Rugby de Salta    |
| 22                   | Natación y Gimnasia     | San Miguel de Tucumán | Unión de Rugby de Tucumán  |
| 21                   | Jockey Club (T)         | Yerba Buena           | Unión de Rugby de Tucumán  |
| 18                   | Jockey Club (S)         | Salta                 | Unión de Rugby de Salta    |
| 18                   | Old Lions               | Santiago del Estero   | Unión Santiagueña de Rugby |
| 17                   | Gimnasia y Tiro         | Salta                 | Unión de Rugby de Salta    |
| 17                   | Santiago Lawn Tennis    | Santiago del Estero   | Unión Santiagueña de Rugby |
| 11                   | Tigres                  | San Lorenzo           | Unión de Rugby de Salta    |
| 9                    | Bajo Hondo              | San Miguel de Tucumán | Unión de Rugby de Tucumán  |
| 8                    | Tiro Federal            | Salta                 | Unión de Rugby de Salta    |
| 5                    | Corsarios               | Tafí Viejo            | Unión de Rugby de Tucumán  |
| 3                    | Jockey Club de Santiago | Santiago del Estero   | Unión Santiagueña de Rugby |
| 1                    | Aguará Guazú            | Aguilares             | Unión de Rugby de Tucumán  |
| 1                    | Coipú                   | Famaillá              | Unión de Rugby de Tucumán  |
| 1                    | Suri                    | San Salvador de Jujuy | Unión Jujeña de Rugby      |

- Universitario (T), Tucumán Rugby, Lawn Tennis, Tarcos y Huirapuca son los únicos clubes con asistencia perfecta en el torneo.
- Los únicos clubes que ganaron 2 campeonatos en años consecutivos son Universitario (T) y Lawn Tennis (el único que lo hizo en dos oportunidades).
- Lince y Universitario (S) son los clubes con más temporadas disputadas que no consiguieron ganar el título.